# Kresna
Kresna (Bulgaars: Кресна) is een stadje in de oblast Blagoëvgrad in het zuidwesten van Bulgarije. Tot 29 september 1978 heette de plaats Gara Pirin.

## Geografie
De gemeente Kresna is gelegen in het westelijke deel van de oblast Blagoëvgrad en heeft een oppervlakte van 344,549 km². De gemeentelijke grenzen zijn als volgt:
- in het noorden - gemeente Simitli;
- in het noordoosten - gemeente Razlog;
- in het oosten - gemeente Bansko;
- in het zuiden - gemeente Stroemjani;
- in het westen - Noord-Macedonië.

## Bevolking
Op 31 december 2019 telde de stad Kresna 3.459 inwoners, terwijl de gemeente Kresna, waarbij ook de omliggende zes dorpen bij worden opgeteld, 5.423 inwoners had.
| Jaar            | 1934  | 1946  | 1956  | 1965  | 1975  | 1985  | 1992  | 2001  | 2011  | 2019  |
| stad Kresna     | 738   | 1 679 | 2 667 | 3 275 | 3 641 | 4 019 | 4 116 | 3 849 | 3 470 | 3 459 |
| gemeente Kresna | 5 597 | 6 771 | 7 675 | 8 366 | 7 623 | 7 108 | 6 947 | 6 255 | 5 441 | 5 423 |

## Economie
Er zijn een aantal naaifabrieken in de stad. Verder is de landbouw relatief goed ontwikkeld vergeleken met elders in Bulgarije.

## Nederzettingen
De volgende nederzettingen vallen onder het administratieve bestuur van de gemeente Kresna:
- Kresna (Кресна) - hoofdplaats
- Dolna Gradesjnitsa (Долна Градешница)
- Ezerets (Езерец) - sinds 25 oktober 2012 gesloten[bron?]
- Gorna Breznitsa (Горна Брезница)
- Osjtava (Ощава)
- Slivnitsa (Сливница)
- Stara Kresna (Стара Кресна)
- Vlachi (Влахи)